# Torolf G. Engström
Torolf Gustaf Engström, född 26 mars 1928 i Tyskland, död 19 december 1975 i Råsunda, var en svensk konstnär och scenograf.

## Teater

### Scenografi och kostym (ej komplett)
| År   | Produktion                                                                                   | Upphovsmän                                                                       | Regi                        | Teater                   | Noter                                             |
| ---- | -------------------------------------------------------------------------------------------- | -------------------------------------------------------------------------------- | --------------------------- | ------------------------ | ------------------------------------------------- |
| 1953 | Flodlinjen The River Line                                                                    | Charles Morgan Översättning Sten-Göran Camitz                                    | Per-Axel Branner            | Nya Teatern              | Scenografi                                        |
| 1955 | Tre Amerikaner: De nedtrampade petuniorna The case of the crushed petunias                   | Tennessee Williams Översättning Barbro Thelander                                 | Claes Thelander             | Nya Teatern              | Scenografi                                        |
| 1955 | Tre Amerikaner: En telefonsignal A Telephone Call                                            | Dorothy Parker Översättning Eva von Zweigbergk                                   | Claes Thelander             | Nya Teatern              | Scenografi                                        |
| 1955 | Tre Amerikaner: Onyttingen The No’ Count Boy                                                 | Paul Green Översättning Birgitta Hammar och Eva Tisell                           | Claes Thelander             | Nya Teatern              | Scenografi                                        |
| 1956 | Tolvan                                                                                       | Alf Henrikson                                                                    | Karl Erik Flens             | Boulevardteatern         | Scenografi                                        |
| 1956 | Romanoff och Juliet Romanoff and Juliet                                                      | Peter Ustinov Översättning Lars Forssell och Pär Rådström                        | Hans Dahlin                 | Nya Teatern              | Scenografi                                        |
| 1956 | En sån cigarr, revy                                                                          | Rune Moberg                                                                      | Per Edström                 | Boulevardteatern         | Scenografi                                        |
| 1957 | Janus                                                                                        | Carolyn Green Översättning Stig Ahlgren                                          | Nanny Westerlund            | Lilla Teatern            | Scenografi                                        |
| 1957 | Dårskapens timme L'ora della fantasia                                                        | Anna Bonacci Översättning Per Gerhard                                            | Åke Engfeldt                | Helsingborgs stadsteater | Scenografi                                        |
| 1957 | Ut med narren! Take the Fool away                                                            | J.B. Priestley Översättning Göran O. Eriksson                                    | Johan Falck                 | Helsingborgs stadsteater | Scenografi och kostym tillsammans med Johan Falck |
| 1957 | Sjuttonde dockans sommar Summer of the Seventeenth Doll                                      | Ray Lawler Översättning Herbert Wärnlöf                                          | Johan Falck                 | Helsingborgs stadsteater | Scenografi                                        |
| 1957 | Brott i sol                                                                                  | Staffan Tjerneld                                                                 | Bertil Norström             | Helsingborgs stadsteater | Scenografi                                        |
| 1957 | Nationalmonumentet                                                                           | Tor Hedberg                                                                      | Rolf Carlsten               | Helsingborgs stadsteater | Scenografi                                        |
| 1957 | Pariserliv La Vie parisienne                                                                 | Jacques Offenbach, Henri Meilhac och Ludovic Halévy Bearbetning Staffan Tjerneld | Soini Wallenius             | Helsingborgs stadsteater | Scenografi och kostym                             |
| 1958 | Sankta Johanna Saint Joan of Arc                                                             | George Bernard Shaw Översättning Ebba Low och Gustaf Linden                      | Johan Falck                 | Helsingborgs stadsteater | Scenografi                                        |
| 1958 | Vid skilda bord Separate Tables                                                              | Terence Rattigan Översättning Herbert Wärnlöf                                    | Åke Engfeldt                | Helsingborgs stadsteater | Scenografi                                        |
| 1958 | Figaros bröllop eller Den uppochnervända dagen La Folle Journée, ou Le Mariage de Figaro     | Pierre de Beaumarchais Översättning Allan Bergstrand                             | Johan Falck                 | Helsingborgs stadsteater | Scenografi                                        |
| 1958 | Vad vet mamma om kärlek The Reluctant Debutante                                              | William Douglas-Home Översättning Per Gerhard                                    | Åke Engfeldt                | Helsingborgs stadsteater | Scenografi                                        |
| 1958 | Tolvskillingsoperan Die Dreigroschenoper                                                     | Bertolt Brecht och Kurt Weill Översättning Ebbe Linde                            | Johan Falck                 | Helsingborgs stadsteater | Scenografi                                        |
| 1958 | Farväl till kärleken *Flickan från fjärran *Frihet är det bästa ting *Vi träffas som vanligt | Herbert Grevenius                                                                | Johan Falck                 | Helsingborgs stadsteater | Scenografi                                        |
| 1958 | Bäddat för tre Monsieur Masure                                                               | Claude Magnier Översättning Eva Tisell                                           | Lennart Olsson              | Helsingborgs stadsteater | Scenografi                                        |
| 1958 | Ägget L'Œuf                                                                                  | Félicien Marceau Översättning Stig Ahlgren                                       | Lennart Olsson              | Helsingborgs stadsteater |                                                   |
| 1958 | Auguste                                                                                      | Raymond Castans Översättning Bengt Anderberg                                     | Lennart Olsson              | Helsingborgs stadsteater | Scenografi                                        |
| 1959 | Så tuktas en argbigga The Taming of the Shrew                                                | William Shakespeare Översättning Carl August Hagberg                             | Johan Falck Edvin Adolphson | Helsingborgs stadsteater | Scenografi                                        |
| 1959 | Rika morbror                                                                                 | August Blanche                                                                   | Lars Hofgård                | Munkbroteatern           | Scenografi                                        |
| 1960 | Född i går Born Yesterday                                                                    | Garson Kanin                                                                     | Jerk Liljefors              | Riksteatern              | Scenografi                                        |
| 1966 | Knickedick 2                                                                                 | Cornelis Vreeswijk                                                               | Lia Schubert                | Lilla Teatern            | Scenografi                                        |